# Paul Loeb van Zuilenburg sr.
Paul Enea Otto Francesco Loeb van Zuilenburg (Amsterdam, 6 oktober 1926) is een Nederlands-Zuid-Afrikaans componist, muziekpedagoog, dirigent en pianist. Zijn vader Paul Loeb van Zuilenburg (1889-1964) was een Nederlands bankier en zijn moeder Aemilia Aloysia Hermenegilda Ballarini (1892-1978) een Italiaans violiste.

## Levensloop
Loeb van Zuilenburg groeide in Nederland op. Hij was op school aan het Kennermer Lyceum in Bloemendaal en studeerde aanvankelijk architectuur aan de Technische Universiteit Delft. In 1948 wisselde hij na het muziekstudie aan het Conservatorium van Amsterdam. Hij studeerde aldaar onder anderen piano bij Jan Odé, de latere directeur van deze institutie en behaalde zijn diploma in 1952. Verdere studies deed hij aan de École Normale de musique de Paris in Parijs en emigreerde in 1953 naar Zuid-Afrika. In Zuid-Afrika studeerde hij meestal privé en voltooide zijn studies in 1970 bij Klaas van Oostveen aan de Universiteit van Witwatersrand in Johannesburg en promoveerde tot Ph.D. (Philosophiæ Doctor) met de proefschrift met een pedagogische en vorm analyse van het werk Mikrokosmos van Béla Bartók.
In 1960 werd hij docent aan het Muziekconservatorium in Pretoria en was aldaar van 1962 tot 1969 tweede directeur. Met een diploma van het Trinity College of Music uit Londen werd hij docent voor blokfluit en richtte een blokfluitopleiding aan het conservatorium in Zuid-Afrika op. Hij ontwikkelde een syllabus voor het gebruik bij externe examens voor blokfluit door de Universiteit van Suid-Afrika in Pretoria. Hij werkte 25 jaar als jurylid tijdens de praktische examens voor alle muziekinstrumenten, maar ook voor de examina in muziektheorie voor een bepaald niveau aan de Universiteit van Suid-Afrika.
Vanaf 1970 is hij docent aan het Muziekconservatorium van de Universiteit van Stellenbosch in Stellenbosch. Hij richtte in 1976 het harmonieorkest van de Universiteit van Stellenbosch op en was hun dirigent tot 1986. In 1991 ging hij met pensioen.
Naast zijn activiteiten als specialist voor blokfluit was hij eveneens bezig op het gebied van harmonieorkesten. Als componist schreef hij werken voor diverse genres, vooral voor blokfluit, harmonieorkest, koperensembles en kamermuziek. Hij is lid van de Southern African Music Rights Organization (SAMRO), de Zuid-Afrikaanse zusterorganisatie van de Buma/Stemra of de SABAM.
Hij is gehuwd met Petra Smit. Hun gezamenlijke zoon Paul Loeb van Zuilenburg jr., geboren 10 mei 1966, is componist, trompettist en dirigent.

## Composities

### Werken voor orkest
- 1992-1993 Concertino, voor trompet, hobo, strijkorkest, slagwerk, pauken en marimba
- 1998 Konzertstück, voor sopraan- of altblokfluit en strijkorkest
- 2001 Purcelliana (Concertino), voor trompet en strijkorkest
- 2007 Concerto suite, voor trompet en strijkorkest
  1. Ballade
  2. Canzona pastorale
  3. Finale

### Werken voor harmonieorkest en brassband
- 1982 Bon Esperanza Suite - werd op 25 juli 1987 tijdens de 3e conferentie van de World Association for Symphonic Bands and Ensembles (WASBE) in Boston door de United States Air Force Band o.l.v. James M. Bankhead uitgevoerd.
  1. Intrada
  2. Menuetto
  3. Giga
  4. Marcia
- 1990 Variants for Band
- 1993/2001 Concertina March, voor brassband[3]
- 1997 Bayeza
- 1997 Hiking
- 1997 Tsjayila Time
- 1999 12 Marches on South African Themes
- 2001 Renaissance Overture, voor harmonieorkest - ook in een versie voor brassband
- 2001 The Guitar Player, toccata voor brassband
- 2005 Shozolosa
- African Echoes - gebaseerd op schilderijen en gedichten van Frans Martin Claerhout
- Foursome - Suite on South African Themes, voor brassband
  1. Back to the Land
  2. Tunes and Dances
  3. Tswana Impressions
  4. Kwêla Rondo
- Sinfonietta
- Tiger Stroll, mars

### Vocale muziek

#### Cantates
- 1989 Kromdraai kantate, cantate voor tenor, gemengd koor, piano en slagwerk - tekst: Frans Martin Claerhout
- 2003 Kelderkantate (8 poems on Wine), cantate voor sopraan, dwarsfluit, piano en cello (of: mezzosopraan, klarinet en piano; of: contra-alt, saxofoon en piano) - tekst: R.K. Belcher

#### Werken voor koor
- 1962 The mercy, of Lord, voor acht stemmen a capella
- 1999 Geswinde grijsart, voor gemengd koor - tekst: Pieter Corneliszoon Hooft
- 2000 Egidiuslied, voor gemengd koor - tekst: anoniem vanuit de 14e eeuw
- 2000 Drie ringe in 'n geelhoutboom, voor gemengd koor - tekst: R.K. Belcher
  1. Spel
  2. Historie
  3. Gondwana
- 2005 Kelderliedekens, voor zes mannenstemmen - tekst: R.K. Belcher
  1. O, die wingerdstok
  2. My keel is droog
  3. Kom spak by die fontein
  4. Die bottel is gebore

#### Liederen
- 1962 Drie Oosterse liedere, voor sopraan en piano
  1. Bamboes in die tuin
  2. Lied uit India
  3. Liefdeslied van 'n kameeldrywer
- 1997 Triptiek, voor sopraan (of tenor) en piano
  1. Egidiuslied
  2. De tuinman en de dood - tekst: Pieter Nicolaas van Eyck
  3. De moeder de vrouw - tekst: Martinus Nijhoff
- 2000 Two sonnets, voor bariton en piano - tekst: R.K. Belcher
  1. Gangers
  2. Histoire
- 2002 Kontraste, vier liederen voor mezzosopraan en piano - tekst: Franz Dullaart
  1. Rekenaar
  2. Handelinge
  3. Was
  4. Teen die tyd
- 2004 Visit to a literary museum, voor tenor en piano - tekst: R.K. Belcher
- 2006 Kromdraai, kleine liederencyclus voor tenor en piano - tekst: Frans Martin Claerhout
  1. Vanuit die oerbuik
  2. Die omhelsing van God
  3. Voëls vlieg nie verlore
  4. Ek dra jou sag
  5. Vra jy my ... of vra ek jou
- 2008 Gister, voor tenor en piano - tekst: Franz Dullaart
- 2009 Moppies, voor tenor en piano - tekst: R.K. Belcher

### Kamermuziek
- 1962 Consonances, voor dwarsfluit, klarinet en fagot
- 1976 Ballet, voor sopraanblokfluit en gitaar
- 1987 rev.2000 Ballade, voor trompet en piano
- 1992 Sonatina, voor viool en piano
- 1995 11 Duets, voor hobo's (of saxofoons; of blokfluiten)
- 1995 12 Mottos, voor trompet (of blokfluit) en piano
- 1997 Lirico, voor trompet en orgel
- 1998 Fanfaria, voor 3 trompetten
- 1998 Sad & Glad, voor koperkwintet
- 1999 Foursome, suite over Zuid-Afrikaanse thema's voor blokfluitkwartet
- 1999 Vignette, voor sopraan- of altblokfluit en piano
- 2000 Canzona pastorale, voor trompet en orgel
- 2000 Interface, voor 2 trompetten en trombone
- 2000 Romance, voor hobo en piano
- 2000 Tirades, voor 2 trompetten en trombone
- 2001 12 Tempos, voor klarinet en piano
- 2001 At the Eisteddfod, voor klarinet (of dwarsfluit) en piano
- 2001 Purcelliana, voor trompet en orgel
- 2001 2001 Recorders, voor blokfluitkwartet
- 2002 Canto e Fanfare 1, voor trompet en piano
- 2002 Canto e Fanfare 2, voor trompet en piano
- 2002 Exitum, voor trompet en piano
- 2002 Flutoresque, voor dwarsfluit en piano
- 2002 Intrada, voor trompet en piano
- 2002 Menu Trio, voor dwarsfluit, piano en cello
- 2002 Violonsolo, voor cello en piano
- 2003 Saxolo, voor tenorsaxofoon en piano
- 2003 Ten to one, voor 10 trompetten en orgel
- 2004 Fanfaria, Intermezzo & African dance, voor kopersextet (2 trompetten, hoorn, trombone, eufonium en tuba)
- 2004 Collage, voor viool en piano
- 2004 Omnibus suite, 6 solostukken voor blokfluiten in C en F
- 2005 Sonatina, voor altblokfluit en piano
- 2007 Bling, voor dwarsfluit en harp
- 2007 Cinema sounds, voor 3 trompetten
- 2008 Clemenza, voor koperoctet (3 trompetten, hoorn, 2 trombones, eufonium en tuba)
- 2008 Concertina, voor koperoctet (3 trompetten, hoorn, 2 trombones, eufonium en tuba)
- Festival Prelude, voor koperkwintet - ook in een versie voor groot koperensemble en slagwerk
- Mini Suite, voor sopraan, alt- en tenorsaxofoon
- Movimenti, voor strijkkwartet
- Symphonic Fanfare (Symfar), voor koperkwintet - ook in een versie voor groot koperensemble en slagwerk

### Werken voor orgel
- 2000 Rapsodia Ecclesiastica, voor piano en orgel
- 2000 Tarantella Study, voor piano en orgel
- 2001 South African Suite, voor piano en orgel
- 2002 Impro, voor orgel
- 2002 Pièce d'orgue

### Werken voor piano
- 1962 Toccata
- 1983 Fuga klavierduet, voor piano vierhandig
- 1995 10 Variations on a Theme by Béla Bartók
- 2000 Rapsodia Ecclesiastica, voor piano en orgel
- 2000 Tarantella Study, voor piano en orgel
- 2001 South African Suite, voor piano en orgel
- 2003 Africana
- 2003 Movimento classico, Interim, Tarantella, voor 2 piano's
- 2003 Poems
- 2003 Scherzo rapsodico
- 2004 Per memoria
- 2004 Sonnettino
- 2005 Aquavite
- 2008 Inventions & Intermezzos

### Werken voor blokfluit
- 2005 Waltz & Musette

### Werken voor slagwerk
- 2004 Marimbaja, voor marimba en drumstel

### Pedagogische werken
- 1972 Musica Variata, progressieve studiestukken voor blokfluit
- 1983 36 Logos, voor blokfluit
- 1991 12 Memos, voor sopraanblokfluit en piano
- 1992 12 Notas, voor blokfluit

## Publicaties
- Gehoortoetse en gehooropleiding, 'n inleiding, Stellenbosch: CABO, 33 p.
- Cecil Rhodes's "Spinet", in: The Galpin Society Journal, v.26 (May, 1973) pp. 138-140
- Aural Training and its Relation to the Teaching of Harmony and Counterpoint, in: Ars Nova, v.7 nr. 1 (1975) 01: pp. 19-28
- samen met: F.C. Botha, J. Hall: Prestasieprognose van voltydse musiekstudente op grond van toetsing met MAP, 1976.
- Gehooroefeninge = Aural exercises, Stellenbosch: A-Z Uitg., 1988.
- Die Gebruik van Gordon se `Musical Aptitude Profile' by die Keuring van Voltydse Musiekstudente van die Universiteite van Stellenbosch en Kaapstad, in: South African Society for Research in Music (SASRIM), Vol. 11 (1991)
- Praktiese musiekleer, Pretoria: Universiteit van Suid-Afrika, 1996.
- Musiek vir koperblaasensembles deur Suid-Afrikaanse komponiste, Proefskrif (M. Mus.) Universiteit van Stellenbosch, 1996.
- Gedagtes oor die skryf van melodieë : teaching aspects, in: Musicus, v.30 nr. 1, 2002. pp. 95-106
- Musiekentrepreneurskap: 'n Onmisbare element van die tersiêre musiekkurrikulum, in: Tydskrif vir geesteswetenskappe, Vol. 52, No. 2 (Junie. 2012), pp. 322-336